# Ganesh2
Ganesh2, de son vrai nom David Chabant, est un vidéaste web humoristique français. Il fut chroniqueur sur Réunion 1ère.
Dans ses vidéos, il fait régulièrement des imitations, notamment de Jean-Marie Le Pen en train de jouer à des jeux vidéo.
En septembre 2013, il publie une vidéo intitulée Le viol c'est LOL qui fait polémique. Il retire ensuite sa vidéo avant de publier un mea culpa,,.
En novembre 2015, à la suite d'un pari qu'il lance sur le réseau social X, il se lance dans l'écriture d'un manga sur Jean-Luc Mélenchon faisant du kung-fu. Il publie ensuite un yaoi sur Alexandre Benalla et Emmanuel Macron.

## Œuvres
- 2016 : Jean-Luc, Tome 1 : La Révolution de Jean-Luc[7]
- 2017 : Jean-Luc, Tome 2 : L'Insoumission de Jean-Luc[8]
- 2018 : Mars & Jupiter[9]